# Сакен Сейфуллін (селище)
Саке́н Сейфу́ллін  (каз. Сәкен Сейфуллин) — селище у складі Шетського району Карагандинської області Казахстану. Адміністративний центр та єдиний населений пункт Сакен-Сейфуллінської селищної адміністрації.
Населення — 2891 особа (2021; 3696 у 2009, 3641 у 1999, 4942 у 1989).
Станом на 1989 рік селище називалось Жарик.